# Elvīra Ozoliņa
Elvīra Ozoliņa (née le 8 octobre 1939 à Leningrad) est une athlète soviétique (lettonne), spécialiste du lancer du javelot.
Elle a remporté la médaille d'or lors des Jeux olympiques de 1960 à Rome. Elle est mariée avec Jānis Lūsis, champion olympique 1968 et leur fils est Voldemārs Lūsis, qui a participé aux Jeux en 2000 et 2004.